# Stödesjön
Stödesjön är en sjö i Stöde församling i Sundsvalls kommun i Medelpad som ingår i Ljungans huvudavrinningsområde. Sjön är 66 meter djup, har en yta på 16,3 kvadratkilometer och befinner sig 51 meter över havet. Sjön avvattnas av vattendraget Ljungan. Vid provfiske har bland annat abborre, gers, gädda och lake fångats i sjön.
Sjön är med sin drygt 16 km² stora vattenyta, kommunens näst största sjö och Medelpads femte största sjö. I sjöns västra del ligger tätorterna Stöde och Fanbyn och i sjöns östra ände ligger tätorten Nedansjö. Sjön genomflytes av Ljungan som har sitt utlopp vid Nedansjö.

## Delavrinningsområde
Stödesjön ingår i delavrinningsområde (691955-154775) som SMHI kallar för Utloppet av Stödesjön. Medelhöjden är 166 meter över havet och ytan är 86,68 kvadratkilometer. Räknas de 1243 avrinningsområdena uppströms in blir den ackumulerade arean 11 886,36 kvadratkilometer. Avrinningsområdets utflöde Ljungan mynnar i havet. Avrinningsområdet består mestadels av skog (63 procent). Avrinningsområdet har 16,29 kvadratkilometer vattenytor vilket ger det en sjöprocent på 18,8 procent. Bebyggelsen i området täcker en yta av 1,3 kvadratkilometer eller 1 procent av avrinningsområdet.

## Fisk
Vid provfiske har följande fisk fångats i sjön:
- Abborre
- Gärs
- Gädda
- Lake
- Löja
- Mört
- Nors
- Sik
- Stäm